# Maurice Le Ray d'Abrantès
Pour les articles homonymes, voir Abrantes (homonymie).
Xavier Eugène Maurice Le Ray, duc d'Abrantès, né Le Ray le 15 juillet 1846 à Sèvres et mort le 1er décembre 1900 à Paris, est un diplomate et homme politique français.

## Biographie
Il est le fils d'un richissime agent de change, Eugène Le Ray (1804-1872), conseiller général bonapartiste de la Mayenne (du canton de Gorron) pendant tout le Second Empire, chevalier de la Légion d'Honneur. Sa mère (née Julie Adèle Lardier), fille d'un riche marchand de vins, possède en Mayenne le château de Levaré et habite un des plus magnifiques hôtels particuliers de Paris, au 12 avenue Henri Martin. Elle effectue des nombreux voyages à l'étranger.
Maurice Le Ray entre tout jeune dans la diplomatie. Il est nommé attaché d'Ambassade en décembre 18645. Il commence ce poste à Washington en 1864, puis à Karlsruhe en 1866, en Iran en 1867, et à Stockholm en  1871. Il assure des fonctions au Service Politique du Ministère des affaires étrangères.
Il est nommé secrétaire d'ambassade honoraire par un décret du 8 février 1872.

### Duc d'Abrantès

Armes du 1er duc.

Andoche Alfred Michel Junot, Duc d'Abrantès, n’ayant laissé que des filles, le nom et le titre français de duc d'Abrantès et de l'Empire du général Jean-Andoche Junot menaçaient de s’éteindre. Ils ont été donnés, comme cadeau de noce, à l’occasion de son mariage avec Mlle d’Abrantès. Le Ray était alors était alors attaché d'ambassade à Karlsruhe.
Le titre s'éteint à la mort du troisième duc, Alfred Junot, le 19 juillet 1859. Son gendre, Maurice Le Ray, est autorisé à relever le titre par décret du 6 octobre 1869. Les lettres patentes sont enregistrées le 28 mars 1870. Finalement, le titre s'éteint définitivement à la mort du sixième duc, Maurice Le Ray, le 22 octobre 1982.

### Diplomatie et politique
Il revient se fixer au château du Bailleul en Mayenne.
Agé de 24 ans, il effectue la Guerre franco-allemande de 1870 comme capitaine dans la compagnie du 66e régiment de mobiles commandée par Étienne Albert Duboys Fresney (les Mobiles de la Mayenne). Il est décoré de la Légion d'Honneur pour sa conduite pendant la Guerre, notamment au combat de Vendôme du 6 janvier 1871, en août 1872.
Placé, sur sa demande, dans le cadre de la disponibilité aux affaires étrangères, il occupe ses loisirs à écrire un livre sur la régence de l'impératrice Eugénie de Montijo en 1870 après la déclaration de guerre et la capture de son mari par les Prussiens. Bonapartiste, il effectue le voyage à Chislehurst pour la majorité du prince Louis-Napoléon Bonaparte le 16 mars 1874, les bonapartistes reconnaissent en lui l'héritier dynastique de la famille Bonaparte.
Rentré dans la carrière sous le Gouvernement Léon Gambetta, il est, pendant quelques années, secrétaire à l’ambassade de France à Vienne sous Louis-Alexandre Foucher de Careil.
Conseiller général pour le canton de Gorron, l'Abbé Angot indique qu'il se fit remarquer à l'assemblée départementale par sa compétence dans les questions financières et un véritable talent de parole.
Rallié au parti royaliste, il est candidat aux Élections sénatoriales de 1897 dans la Mayenne, il doit se retirer devant MM. Paul Le Breton et Paul Bernard-Dutreil. Il est battu aux Élections sénatoriales de 1899 dans la Mayenne.
Il décède des suites d'une opération chez les Frères de Saint-Jean-de-Dieu, rue Oudinot.
En 1919, sa veuve est une des propriétaires du Courrier du Maine.

## Publications
- Mémoire sur la répartition des contingents, adressé à M. l'ingénieur en chef par M. le duc d'Abrantès. Laval : imprimerie Chailland, (sans date). In-4. ;
- Le 16 mars ; lettre à un maire de la Mayenne (Paris, Amyot, 1874, in-32)  ;
- Essai sur la Régence de 1870, d'après les documents authentiques (Paris, Guérard, 1879, in-8°)  ;
- Inauguration du monument érigé à Junot, duc d'Abrantès (Mayenne, Soudée et Colin, 1899, in-8°).

## Famille et descendance
- Andoche Alfred Michel Junot, 3e duc d'Abrantes (Ciudad Rodrigo-Espagne, 25 novembre 1810 - Bataille de Solférino-Italie, 24 juin 1859) 1er mariage le 2 avril 1845 à Marie Céline Elise Lepic (9 octobre 1824-6 juin 1847), fille de Joachim Hippolyte Lepic, baron Lepic, d'où descendance :
  - Jeanne Joséphine Marguerite Junot d'Abrantès (Paris, 22 mai 1847-21 mars 1934), mariée à Paris le 16 septembre 1869 à Xavier Eugène Maurice Le Ray (1846-1900) qui fut titré 4e duc d'Abrantès en 1869, d'où descendance et extinction de la branche mâle en 1982.
    - Eugène Marie Andoche Napoléon Le Ray, duc d'Abrantès  (13 juillet 1870 à Andrésy - 1954[10], officier d'infanterie, conseiller général du Canton de Gorron, chevalier de la Légion d'Honneur en 1923 ; il est maire de Levaré en 1925, après sa période militaire. Ancien lieutenant-colonel d'infanterie, propriétaire, il est nommé conseiller départemental en 1943[11]. Marié en 1899 à Nicole de Maigret (1878-1957).
      - Gisèle Le Ray d'Abrantès (1900-1967) x René de Hercé (1897-1974), fils d'Urbain de Hercé, député de la Mayenne
      - Laure Le Ray d'Abrantès (1911-1999) x Jacques Héliot (1912-1945), résistant, décédé en déportation
      - Rose Le Ray d'Abrantès (1914-2003) x François Escande (1903-1940)

    - Alfred Demetrius Maurice Le Ray  (27 novembre 1873 à Hercé-16 septembre 1920 à Alençon), chevalier de la Légion d'Honneur en 1918 x Hélène de Langsdorff (1879-1947)
      - Maurice Bertrand Andoche Le Ray, marquis, puis duc d'Abrantès (1906-1982), avocat x Sylviane Quimpfe (1912-2012) x Jeannine Emma Baldi (1904-1998)

    - Michel Gabriel Raymond Marcel Le Ray  (13 avril 1880-1949), chevalier de la Légion d'Honneur en 1916, commandant du 1er bataillon du 1er régiment de tirailleurs algériens en 1923. Il est officier de l'ordre de la Légion d'honneur en 1937.

## Sources
- « Maurice Le Ray d'Abrantès », dans Alphonse-Victor Angot et Ferdinand Gaugain, Dictionnaire historique, topographique et biographique de la Mayenne, Laval, A. Goupil, 1900-1910 [détail des éditions] (BNF 34106789, présentation en ligne), t. II.
- L'Événement, 20 octobre 1888